# 加纳—以色列关系
加纳-以色列关系是指加纳与以色列之间的双边关系。两国关系始于20世纪50年代中期，当时以色列为发展加纳武装部队提供了支持。然而在1973年赎罪日战争后，加纳与以色列断绝了外交关系。加纳和以色列于2011年恢复正式关系，并分别在特拉维夫区拉马特甘和阿克拉开设了大使馆。

## 历史
早在1956年加纳独立前，以色列便在此地设立了领事馆。加纳是撒哈拉以南非洲第一个与以色列建立外交关系的国家。
1959年4月，在印度的帮助下以色列监督成立了加纳空军，此外一支小型以色列团队还在位于阿克拉的空军职业培训学校培训了飞机维修人员和无线电技师。尽管英国在1960年说服加纳总统夸梅·恩克鲁玛撤回了以色列顾问，但加纳飞行员仍在以色列的航空学校接受部分培训。恩克鲁玛下台后，以色列结束了在加纳的军事活动，但继续在航运、建筑、安全、研究、人力培训和农业方面援助加纳。
自赎罪日战争后不久至2011年9月，以色列驻尼日利亚大使馆兼辖该国在加纳的外交业务，2011年9月，以色列恢复了该国驻阿克拉大使馆。

## 贸易
2004年10月，为期四天的以色列贸易展览会“2004年适用技术博览会”在加纳阿克拉举行。加纳贸易和工业部长艾伦·约翰·凯雷马滕呼吁投资者在灌溉和农业等领域进行相互投资。